# Обережно з ангелом
«Обережно з ангелом» (ісп. Cuidado con el ángel) — мексиканський телесеріал 2008 року виробництва телекомпанії Televisa‎. У головних ролях Майте Пероні та Вільям Леві. Прем'єра відбулася 9 червня 2008 — 6 березня 2009 року на телеканалі Las Estrellas.

## У ролях

### Головні герої
- Майте Пероні — Марія де Хесус "Марічуї" Веларде Сантос-де-Сан-Роман / Ліріо / Алехандра Роблес
- Вільям Леві — Хуан Мігель Сан Роман Бустос / Пабло Сіснерос

### Другорядні персонажі
- Елена Рохо — Сесілія Сантос де Веларде
- Ана Патрисія Рохо  — Естефанія Рохас / Естефанія Веларде Сантос
- Лаура Сапата — Онелія Монтенегро, вдова де Маєр
- Наілеа Норвінд — Вівіана Майєр Монтенегро-де-Сан-Роман
- Рікардо Блуме — Патрисіо Веларде де Босх
- Росіо Банкельс — Ізабела Рохас
- Рене Стріклер — Омар "Ель Леопардо" Контрерас
- Мішель Вієт —  Ана Хулія Вільясеньор
- Віктор Норієга — Даніель Веларде
- Евіта Муньйос — Канделарія Мартінес
- Афріка Савала — Ельза Мальдонадо Сан-Роман
- Аврора Клавель — Ферміна

## Інші версії
- Венесуела — Дівчина на ім'я Мілагрос (ісп. Una muchacha llamada Milagros), 1974 — венесуельська теленовела виробництва компанії Venevisión. У головних ролях Ребека Гонсалес, Хосе Бардіна та Хосе Луїс Родрігес.
- Венесуела — Моя кохана Беатріс (ісп. Mi amada Beatriz), 1987 — венесуельська теленовела виробництва компанії RCTV. У головних ролях Катрін Фулоп і Мігель Алькантара.
- В'єтнам — Сплутане волосся (в'єт. Tóc rối), 2010 — в'єтнамська теленовела виробництва компанії HTVC.